# Lewis Capaldi
Lewis Marc Capaldi (Glasgow, 7 de outubro de 1996), mais conhecido como Lewis Capaldi, é um cantor e compositor escocês. Em março de 2019, seu single "Someone You Loved" alcançou o topo do UK Singles Chart e da Billboard Hot 100. Ele foi indicado ao Grammy Awards para Canção do Ano e ganhou o Brit Awards de 2020 de música do ano, Capaldi também ganhou o Brit Awards de melhor artista novo.

## Biografia e carreira

### 1996-2018: Primeiros anos e carreira musical
Lewis Capaldi nasceu em 7 de outubro de 1996 na cidade de Glasgow, Escócia. Desde criança, começou a demonstrar interesse pela música e, aos 2 anos, já tinha conhecimentos básicos de como tocar violão e piano. Ele começou a cantar em locais públicos aos 9 anos de idade e, finalmente, enviou sua música para o SoundCloud, até que ele foi descoberto por seu empresário Ryan Walter aos 17 anos. Pouco tempo depois, Capaldi assinou um contrato com a Virgin EMI Records e lançou seu primeiro single , "Bruises", que alcançou o número 17 na UK Singles Chart e ganhou certificado platina por mais de 600 mil unidades vendidas no Reino Unido. Mais tarde, ele publicou seu segundo single, chamado "Lost On You", que, embora não tenha entrado no UK Singles Chart, recebeu o recorde de prata por 200 mil unidades vendidas. Em outubro de 2017, lançou seu primeiro extended play, intitulado Bloom.
Em junho de 2018, Capaldi lançou seu single "Tough", que se tornou sua primeira música a entrar na lista oficial da Irlanda, depois de alcançar a posição 39. Meses depois, ele lançou sua música "Grace", que alcançou a posição 10 na Irlanda e 9 no Reino Unido, e também obteve certificado de platina pelas 600 mil unidades vendidas. Capaldi chegou à fama com o lançamento de seu single "Someone You Loved" Em novembro, alcançou a primeira posição nas listas da Irlanda e do Reino Unido, onde também permaneceu por sete semanas consecutivas. Além disso, foi sua primeira música a entrar em partituras internacionais, alcançando o número 1 no Canadá e nos Estados Unidos, número 3 na Suíça, número 4 na Austrália e Nova Zelândia, número 8 na Áustria e número 18 na Alemanha. Seu sucesso ganhou certificado de platina tripla na Austrália e no Reino Unido, e duas vezes no Canadá, Estados Unidos e Nova Zelândia.

### 2019-presente: Divinely Uninspired to a Hellish Extent e carreira internacional
Em fevereiro de 2019, Capaldi foi indicado ao Brit Awards na categoria Critics 'Choice. Em maio, ela lançou seu single "Hold Me While You Wait", que se tornou seu segundo número 1 na Irlanda, além de alcançar o número 4 no Reino Unido, onde também recebeu certificado de platina pelas 600 mil unidades. No mesmo mês, finalmente lançou seu primeiro álbum de estúdio, intitulado Divinely Uninspired to a Hellish Extent, que quebrou recordes de vendas no Reino Unido, estreando no topo da UK Albums Chart com 89.506 unidades vendidas, marcando a maior estreia de 2019. Também conseguiu vender mais do que o resto dos 10 melhores da semana juntos. O álbum ganhou certificado de ouro pelas 100.000 unidades com apenas uma semana de lançamento e mais tarde ganhou certificado de platina pelas 300.000 em apenas um mês. Na Irlanda, também teve um alto índice de vendas, alcançando o primeiro lugar com a melhor semana de vendas de um álbum de estreia masculino da década, bem como a maior estreia geral de 2019. Da mesma forma, o álbum ficou por quatro semanas consecutivas em primeiro lugar.
Nos Grammy Awards de 2020, ele ganhou sua primeira indicação na categoria de Canção do Ano por "Someone You Loved". Ele também recebeu quatro indicações no Brit Awards, dos quais ganhou o prêmio de Melhor Artista Novo e Canção do Ano por "Someone You Loved".
Em junho de 2023, depois da atuação no festival de Glastonbury o cantor anunciou que vai fazer uma pausa nas digressões para se concentrar na sua saúde mental e física.

## Discografia
- Divinely Uninspired to a Hellish Extent (2019)

## Prêmios e indicações
| Ano  | Prêmio                            | Categoria                       | Indicação                               | Resultado | Ref.   |
| ---- | --------------------------------- | ------------------------------- | --------------------------------------- | --------- | ------ |
| 2017 | Scottish Alternative Music Awards | Melhor Ato Acústico             | Lewis Capaldi                           | Venceu    | [ 18 ] |
| 2017 | Scottish Music Awards             | Melhor Artista Revelação        | Lewis Capaldi                           | Venceu    | [ 19 ] |
| 2018 | BBC                               | Canção de 2018                  | Lewis Capaldi                           | Incluído  | [ 20 ] |
| 2018 | Great Scot Awards                 | Avanço                          | Lewis Capaldi                           | Venceu    | [ 21 ] |
| 2018 | Forth Awards                      | Estrela em Ascensão             | Lewis Capaldi                           | Venceu    | [ 22 ] |
| 2019 | Brit Awards                       | Critics' Choice Award           | Lewis Capaldi                           | Indicado  | [ 23 ] |
| 2019 | MTV (Reino Unido e Irlanda)       | Novidade de 2019                | Lewis Capaldi                           | Venceu    | [ 24 ] |
| 2019 | Q Awards                          | Melhor Canção                   | "Someone You Loved"                     | Venceu    | [ 25 ] |
| 2019 | NRJ Music Awards                  | Canção Internacional do Ano     | "Someone You Loved"                     | Indicado  | [ 26 ] |
| 2019 | NRJ Music Awards                  | Revelação Internacional do Ano  | Lewis Capaldi                           | Indicado  | [ 26 ] |
| 2019 | BBC Teen Awards                   | Melhor Cantor do Ano            | "Someone You Loved"                     | Venceu    | [ 27 ] |
| 2019 | BBC Teen Awards                   | Best Single                     | Lewis Capaldi                           | Indicado  | [ 27 ] |
| 2020 | Grammy Awards                     | Canção do Ano                   | "Someone You Loved"                     | Indicado  | [ 28 ] |
| 2020 | Brit Awards                       | Artista Masculino Solo          | Lewis Capaldi                           | Indicado  | [ 29 ] |
| 2020 | Brit Awards                       | Melhor Arista Novo              | Lewis Capaldi                           | Venceu    | [ 29 ] |
| 2020 | Brit Awards                       | Canção do Ano                   | "Someone You Loved"                     | Venceu    | [ 29 ] |
| 2020 | Brit Awards                       | Álbum do Ano                    | Divinely Uninspired to a Hellish Extent | Indicado  | [ 29 ] |
| 2020 | Global Awards                     | Melhor Homem                    | Lewis Capaldi                           | Indicado  | [ 30 ] |
| 2020 | Global Awards                     | Melhor Ato Britânico            | Lewis Capaldi                           | Indicado  | [ 30 ] |
| 2020 | Global Awards                     | Melhor Artista Appleal em Massa | Lewis Capaldi                           | Venceu    | [ 30 ] |
| 2020 | Global Awards                     | Canção Mais Tocada              | "Someone You Loved"                     | Venceu    | [ 30 ] |
| 2020 | Global Awards                     | Melhor Canção de 2019           | "Someone You Loved"                     | Indicado  | [ 30 ] |
| 2020 | Kids' Choice Awards               | Artista Revelação Favorito      | Lewis Capaldi                           | Indicado  | [ 31 ] |
| 2020 | iHeartRadio Music Awards          | Melhor Artista Pop Novo         | Lewis Capaldi                           | Pendente  | [ 32 ] |
| 2020 | iHeartRadio Music Awards          | Melhor Letra                    | "Someone You Loved"                     | Pendente  | [ 32 ] |

## Turnês
- Divinely Uninspired to a Hellish Extent Tour (2019–2020)

Ato de abertura
- Sam Smith – 2018
- Niall Horan – 2018
- Picture This - 2018
- Bastille – 2019